# Mon étoile solaire
Pour plus de détails, voir Fiche technique et Distribution.
Mon étoile solaire ou Le Soleil est aussi une étoile au Québec (The Sun Is Also a Star) est un film américain réalisé par Ry Russo-Young, sorti en 2019.

## Synopsis
Un futur étudiant en médecine tombe amoureux d'une jeune femme qui ne croit pas en l'amour.

## Fiche technique
- Titre français : Mon étoile solaire
- Titre québécois : Le Soleil est aussi une étoile
- Titre original : The Sun Is Also a Star
- Réalisation : Ry Russo-Young
- Scénario : Tracy Oliver d'après le roman The Sun Is Also a Star de Nicola Yoon
- Musique : Herdís Stefánsdóttir
- Photographie : Autumn Durald
- Montage : Joe Landauer
- Production : Elysa Koplovitz Dutton et Leslie Morgenstein
- Société de production : Alloy Entertainment, Metro-Goldwyn-Mayer et Warner Bros.
- Société de distribution : Warner Bros. (États-Unis)
- Pays :  États-Unis
- Genre : Drame, film musical et romance
- Durée : 100 minutes
- Dates de sortie : 
  - États-Unis : 17 mai 2019
  - France : 19 juin 2019

## Distribution
- Charles Melton : Daniel Jae-ho Bae
- Yara Shahidi (VF : Pauline Ziadé) : Natasha Kingsley
  - Anais Lee : Natasha jeune
- John Leguizamo (VF : Daniel Lafourcade) : Jeremy Martinez
- Gbenga Akinnagbe (VF : Rody Benghezala) : Samuel Kingsley
- Miriam A. Hyman : Patricia Kingsley
- Jordan Williams : Peter Kingsley
- Jake Choi : Charles Bae
- Keong Sim : Dae-hyun Bae
- Cathy Shim : Min-soo Bae
- Shamika Cotton (VF : Daria Levannier) : Hannah
- Camrus Johnson : Omar Hassabala
- Hill Harper : Lester Barnes
- Matthias Sebastiun Garry (VF : Jean-Michel Vaubien) : Conducteur de train de banlieue

Doublage
Société de doublage : Dubbing Brothers France
 Source et légende : version française (VF) sur RS Doublage

## Accueil
Le film a reçu un accueil mitigé de la critique. Il obtient un score moyen de 52 % sur Metacritic.